# 小松一彦
小松 一彦（こまつ かずひこ、1947年4月29日 - 2013年3月30日）は、日本の指揮者。

## 略歴
桐朋学園大学指揮科卒業後、ライン・ドイツ・オペラで研修を受けた 。
関西フィルハーモニー管弦楽団常任指揮者（1982-1988年）、札幌交響楽団専属指揮者（1988年 - 1992年） 、サンクトペテルブルク交響楽団やプラハ交響楽団、スロヴァキア・フィルハーモニー管弦楽団等の常任客演指揮者を務めたほか、中央大学管弦楽団の音楽監督兼名誉指揮者としてタクトを振っていた。52歳の頃は、年間の1/3を海外での活動で過ごした。
レパートリーは日本人作曲家を含む現代作品にいたるまで幅広く、戦前の日本の作曲家貴志康一の作品の発掘にも取り組んでいた（後述）。2000年には、現代音楽の分野での優れた業績により中島健蔵音楽賞を受賞 。
また、クラシック音楽外の分野においても、交響詩『ウルトラマン』『ウルトラセブン』、テレビアニメ『機動戦士ガンダムΖΖ』のサウンドトラックや、すぎやまこういち作曲の交響曲『イデオン』、『ドラゴンクエストシリーズ』の楽曲など、多くの録音を残した。横浜市に居住していた。大阪芸術大学教授も勤めた。
2013年3月30日午前2時53分、肺炎のため死去した。享年65。

## 貴志康一の伝道師
1983年以来、貴志康一作品の伝道師を自認し、貴志作品の録音や公演を積極的に行っている。貴志の生誕100周年にあたる2009年には、新交響楽団との公演、中央大学管弦楽部との公演を行った。

## ｢福山夢オーケストラ｣の立ち上げ
広島県福山市のアマチュアオーケストラ｢福山夢オーケストラ｣の立ち上げに協力した。毎月1回は横浜から福山を訪問し指揮者・音楽監督として活動した。｢福山夢オーケストラ｣が後にNPO法人化して｢福山シンフォニーオーケストラ｣になったのちは、名誉指揮者に就任した。

## 思想
「スラブ系民族は、中低音をこよなく愛する。また民族性、国民性によって音楽性が違う」と自らの実体験を語り、それらを日本にフィードバックすることに注力していた。また海外での公演では聴衆側の層の厚さを高く評価していたが、「日本は、初心者と専門家に分かれていて、真ん中の八割を占めるはずの聴衆がいない」と残念がっていた。そのため、クラシック音楽を大衆化し、聴衆、大衆を音楽化することをライフワークとしていた。

## 出演作品

### テレビ
- 名曲アルバム（NHK） - BGM指揮
- 題名のない音楽会（テレビ朝日） - 指揮

## 著書
- 『改訂新版 実践的指揮法 管弦楽・吹奏楽の指揮を目指す人に』 音楽之友社 2008年5月 ISBN 978-4276141216